# Iniistius trivittatus
Iniistius trivittatus es una especie de peces de la familia Labridae en el orden de los Perciformes.

## Morfología
Los machos pueden llegar alcanzar los 30 cm de longitud total.

## Distribución geográfica
Se encuentra en Hong Kong y Taiwán. 